# Biscuit de mer
Pour les autres mets appelés galette, voir Galette (cuisine).

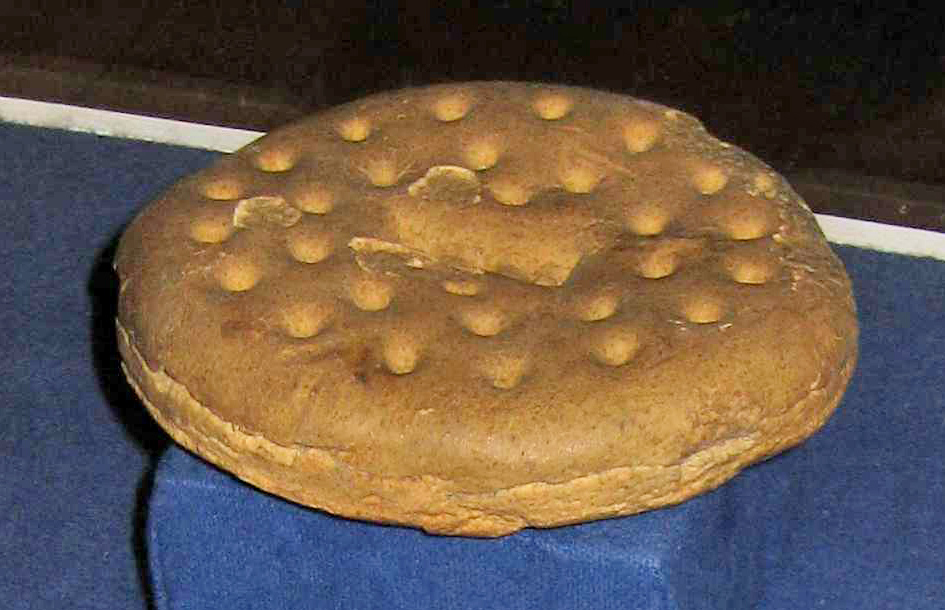
Exemple de biscuit de mer (musée de la Marine d'Elseneur, Danemark). Celui-ci est présenté comme étant « le plus vieux » biscuit de mer connu.

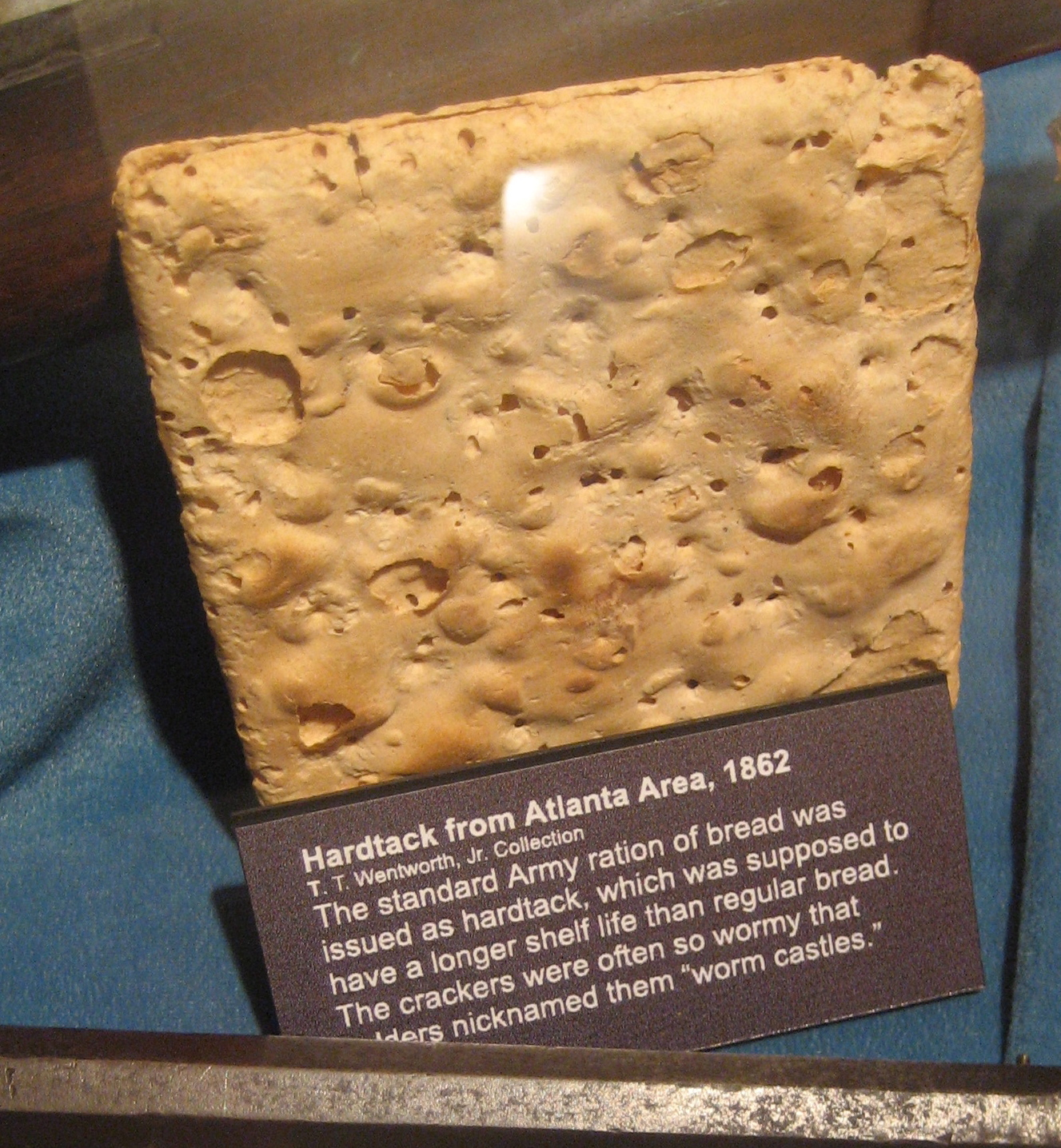
Biscuit de la guerre civile américaine, conservé au Musée Wentworth, à Pensacola en Floride.

Le biscuit de mer, aussi nommé galette, est une sorte de biscuit ou de pain sec utilisé par les marins lors des voyages au long cours. Il est composé d'eau, de levain et de farine. Il est plat et peut être de forme ronde ou carrée. Il est à l'origine du « pain de guerre ».

## Fabrication

### Marine française
Le biscuit de mer, connu depuis le Moyen Âge, ne disparaîtra des navires de guerre français qu'avec la décision ministérielle du 26 août 1937,. Il sera alors remplacé par le pain cuit à bord.
Matière première
Il s'agit de farine de pur froment et de levain. On n'utilise pas de sel. La farine est partiellement épurée d'un pourcentage variable (35 % à Brest, mais 15 % à Toulon par exemple, au XVIIIe siècle). Le levain est un levain naturel, datant de plusieurs jours. Sa proportion est de 5 % du poids de la farine.
Méthode
La pâte est constituée avec de l'eau en quantité moindre que pour un pain ordinaire (30 à 40% selon les méthodes). Le pétrissage doit parfois être terminé au pied,. Dans ce cas, une toile est étendue sur la pâte et le pétrisseur, se suspendant à une corde, va utiliser le poids de son corps pour travailler la pâte. Elle est ensuite laissée à lever, selon les sources, pendant une période assez brève ou pendant six heures.
La mise en forme peut varier selon les lieux. Jusqu'au XVIIe siècle, la forme favorisée au Levant est la forme en « grignon ». Au Ponant, on privilégie la forme ronde, en galette. C'est cette forme qui finira par s'imposer. Elle a un diamètre d'une vingtaine de centimètres pour une épaisseur de trois. La mécanisation qui interviendra au XIXe siècle amènera l'apparition de biscuits de forme rectangulaire.[réf. nécessaire]. La galette est trouée avec une pique à trois pointes ; ceci pour améliorer la dessiccation du produit cuit.
La cuisson est beaucoup plus longue que pour un pain ordinaire. Elle est de l'ordre d'une heure et demie, soit environ le double de la cuisson du pain. Il n'y a pas de double cuisson,, bien que le nom, « bis-cuit », puisse le laisser entendre. Ensuite, le pain est mis à ressuer pendant plusieurs semaines, dans des compartiments placés à côté des fours. Finalement, la galette pèse environ 180 grammes, pour un diamètre de 17-18 centimètres et une épaisseur de 3,4 à 3,6 centimètres. À la cuisson, elle a perdu à peu près un quart de son poids.
Conditionnement
Les biscuits sont transportés en sacs. Ils sont rangés, en vrac, dans des compartiments de 2 mètres sur 2 environ, dans l'entrepont. Ces compartiments sont calfatés. Les sacs ne seront ouverts que pour en distribuer le contenu,. Les soutes à biscuits sont disposées sous la sainte-barbe et au-dessus de la soute aux poudres. Elles sont donc situées à l'arrière du navire, dans un endroit où l'humidité sera limitée.

### Marine britannique
Matière première
Le biscuit de la Royal Navy est fait à partir de farine complète (avec son). La levure est plus souvent de la levure naturelle mais peut être de la levure issue de brasserie.
Méthode
La farine reçoit l'eau et la levure et fermente une heure au moins. Le reste de l'eau est ajouté et la pâte est pétrie. Elle est ensuite coupée et laissée à lever. Puis elle est cuite.
Si le Victualling Board fabrique son propre biscuit, à Deptford, Portsmouth ou Plymouth, il a aussi recours à des fournisseurs extérieurs. C'est par exemple le cas, à Southampton, de Moody & Potter, gros fournisseurs de la Marine et de l'Armée. Deptford est équipé de 20 fours. Il peut cuire 20 fournées par jour, donnant 25 000 livres de biscuit par jour.
Conditionnement
Les biscuits, dont le poids ne peut être inférieur à 91 grammes (5 biscuits à la livre ; cette précision figure dans les contrats passés avec des fournisseurs privés), sont conditionnées en paquets de 112 livres. Ils sont stockés sous la dunette, dans un local dédié, la bread room.

## Conservation
Officiellement, le biscuit de mer peut se conserver jusqu'à 2 ans, mais cela dépend des conditions dans lesquelles il est conservé. À cet égard, il y a des différences selon les marines :
- la marine anglaise part du principe que le biscuit, pour bien se conserver, doit être ventilé. L'air marin humide, associé au sel utilisé dans la fabrication, favorise la dégradation du produit. En premier lieu, une température suffisante et l'humidité favorisent le développement de parasites divers ; en second lieu, le biscuit risque de rapidement perdre sa cohésion et se transformer en miettes[20] ;
- dans la marine française le biscuit n'est pas salé pour éviter la prise d'humidité, stocké, en vrac, dans des boites calfatées qui ne seront ouvertes que pour en consommer le contenu. D'autres marines, comme l'américaine ou la néerlandaise, stockent aussi le biscuit en paquets scellés[20].

Le biscuit de mer doit également être stocké à l'abri des ravageurs : si l'on excepte  les rats, les insectes dont les larves creusent le biscuit représentent la principale menace. Ces larves sont minuscules et, médicalement, sans danger. Ce sont les larves de ténébrion ou ver de farine (Tenebroides mauritanicum) ou de la vrillette du pain (Stegobium paniceum), redoutée des armateurs du XIXe siècle en raison des dégâts qu'elle peut causer dans les provisions à bord des navires, et de diverses sortes de charançons (genre Curculio). Le biscuit peut aussi être sujet aux attaques de diverses moisissures. La conséquence la plus visible de ces attaques est la transformation du biscuit en poudre.

## Consommation

### La ration quotidienne
- Dans la marine française, elle est de 20 onces, soit plus de 600 grammes, et représente environ les deux-tiers de l'apport calorique estimé[23]. Le marin en consomme une galette par repas.
- Dans la marine anglaise, le marin reçoit une livre de biscuit (454 grammes) par jour.
- Dans les autres marines, en fonction des éléments dénichés, la ration tourne autour d'une livre de biscuit par jour[24]. Cependant, il est recommandé aux hommes de ne pas en abuser sous peine d'embarras gastriques importants[25].

### L'accommodation
La ration quotidienne est délivrée sous la forme de biscuit ou, s'il est en morceaux d'une taille au moins égale à celle d'une noisette, de débris. Si les miettes sont vraiment trop petites, le biscuit devient de la « mâchemoure » qui n'est pas distribuée.
Le biscuit, bien conservé, est pratiquement impossible à mordre et à mâcher. Il est nécessaire de l'humidifier avant d'essayer de le consommer. Le premier travail est de le casser. Sur le bord de la table ou en tapant dessus (après avoir pris la précaution de l'envelopper dans un linge pour éviter la dispersion des morceaux). Ceux-ci peuvent alors être suçotés, mâchés ou, plus fréquemment, mis dans la soupe, la sauce du plat ou la chopine de boisson,.
De plus, il est régulièrement la proie des insectes. On le passe alors une nouvelle fois au four avant de le servir aux officiers, pour éliminer larves et œufs, les marins devant se résoudre à le manger tel quel.

### Quantités transportées
Elles sont très importantes et deux exemples suffiront à l'illustrer :
- En 1821, la frégate HMS Doris arme pour une croisière de 4 mois. Son équipage est de 240 hommes et elle embarque 14 tonnes de biscuit[31].
- Dans les années 1780, un vaisseau de 74 canons français embarque 104 000 livres de biscuit, soit près de 51 tonnes[32].

### Consommation à usage non maritime

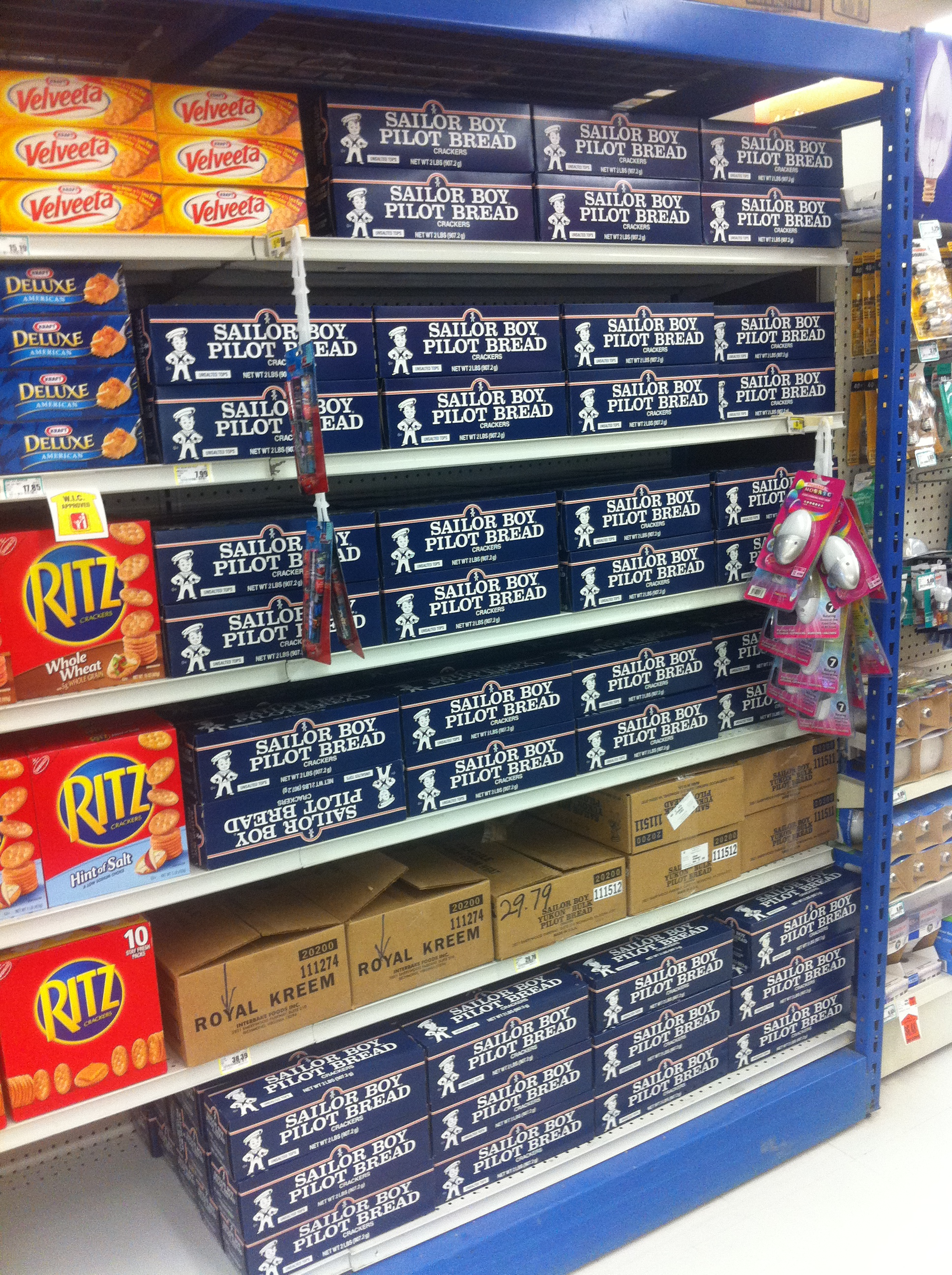
Boites de biscuits de mer Sailor Boy Pilot Bread, dans un rayonnage d'un magasin à Barrow en Alaska.

Dans le milieu des années 1920, les biscuitiers s'étonnaient de l'accroissement important de la demande de biscuits de mer en Afrique de l'Ouest, notamment au Sénégal et en Côte d'Ivoire, où certains types de biscuits étaient très prisés. La production passa ainsi de moins d'un million de tonnes par an en 1920 à 1,8 million en 1924.[source insuffisante]

## Dans la fiction
- Le lembas, ou « pain de voyage » des elfes, ou le cram des habitants du Val (Esgaroth), dans le roman Le Seigneur des anneaux, est un biscuit de voyage ou une gaufrette dure qui se conserve très longtemps dans son emballage de feuilles.
- Dans les annales du Disque-monde, l'auteur britannique Terry Pratchett décrit le « pain de nain », un biscuit dur comme de la pierre, utilisé autant comme aliment que comme matériau de construction.
- Dans le roman Moby-Dick, Melville évoque ce biscuit de mer. « Dans les longs quarts de nuit, il arrive souvent que les matelots trempent leurs biscuits de mer dans l’huile et les y laissent un peu afin qu’ils se confisent. »